# 189011 Ogmios
189011 Ogmios este o planetă minoră (asteroid) din Asteroid Amor. A fost descoperită pe 8 iulie 1997 la observatoire de la Côte d'Azur⁠(d) de OCA-DLR Asteroid Survey⁠(d). 
Obiectul prezintă o orbită caracterizată de o semiaxă mare de 1,50033020507 UAi, o excentricitate de 0,2322, o înclinație de 18,695 ° în raport cu ecliptica.